# Droit pharmaceutique
Le droit pharmaceutique est l’ensemble des textes de lois et de réglementations qui régissent les produits de santé.

## En France
En France, le droit pharmaceutique est inclus dans le code de la santé publique. Il définit le médicament, en liste ses différentes catégories, ainsi que les autres produits de santé comme les dispositifs médicaux, les produits de cosmétologie et de tatouage. Le droit pharmaceutique confirme le monopole du pharmacien,, réglemente toutes les activités et leurs bonnes pratiques depuis le développement des médicaments jusqu’à leur consommation. Il détermine pour chaque étape du cycle du médicament les autorités compétentes et tous les acteurs qui veillent sur sa qualité, son efficacité et sa sécurité,. Le droit pharmaceutique est l’un des droits qui est fortement harmonisé à l’échelle nationale, européenne et internationale et croise d’autres droits, comme le droit de la propriété intellectuelle, le droit du commerce, le droit des impôts, le droit pénal, la déontologie, le droit du travail, le droit de la sécurité sociale et le droit des assurances.

## Au Québec
En droit québécois, le Code de déontologie des pharmaciens régit les devoirs et obligations des pharmaciens. Il relève de la Loi sur la pharmacie  et du Code des professions. L'Ordre des pharmaciens du Québec a pour mission d'établir des normes relatives à la tenue des pharmacie et à l'étiquetage des médicaments. La Loi sur les aliments et drogues est une loi canadienne régissant la production, l'importation, l'exportation, le transport interprovincial et la vente de nourriture, de drogues, d'instruments contraceptifs et de cosmétiques.